# Ike no Taiga
Ike no Taiga (池大雅, 1723 - 1776) est un des peintres les plus célèbres du Bunjin-ga, la peinture de lettrés japonaise, inspirée de la peinture de lettrés chinoise.

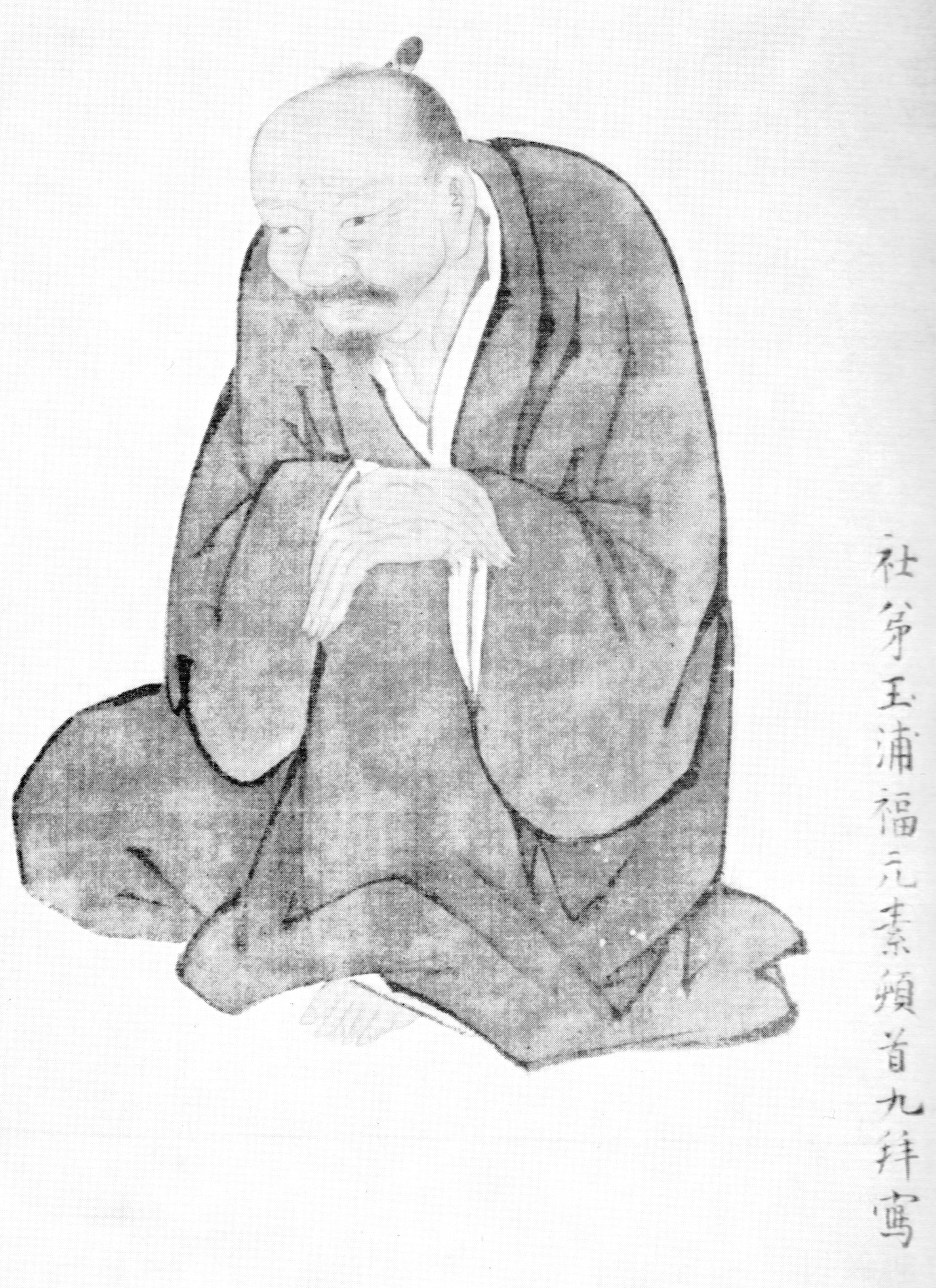
Portrait d'Ike no Taiga, Fukuhara Gogaku

Né d'une famille de fermiers au Nord de Kyōto, Ike no Taiga excelle dès son enfance dans l'art de la calligraphie, et, de ce fait, fréquente assidûment les moines du temple Zen de Manpuku-ji, à Kyōto. Il devient ensuite un peintre professionnel, vivant des commandes de ses clients.
Il épouse Ike Gyokuran, également artiste et propriétaire d'un salon de thé très connu à Kyōto, en 1746. Vers deux ans plus tard, en 1748, il quitte Kyōto et s'arrête à Edo, où il devient célèbre pour sa peinture avec les doigts, dont il était un virtuose. Toujours pendant son séjour à Edo, il a l'occasion de voir des peintures occidentales, qui, dit-on, l'impressionnèrent fortement.
En 1751, il rencontre Hakuin, le célèbre moine et peintre Zen, rencontre qui eut sans doute une influence sur son style. Il étudie ensuite la peinture chinoise, en particulier celle de la dynastie Ming.
Mais il développe son propre style, qui, outre l'enseignement de la peinture chinoise, inclut l'influence de l'art japonais et même de la peinture occidentale.

Les plus belles pièces qu'il nous ait laissées de son art sont probablement ses paravents.

## Gallery

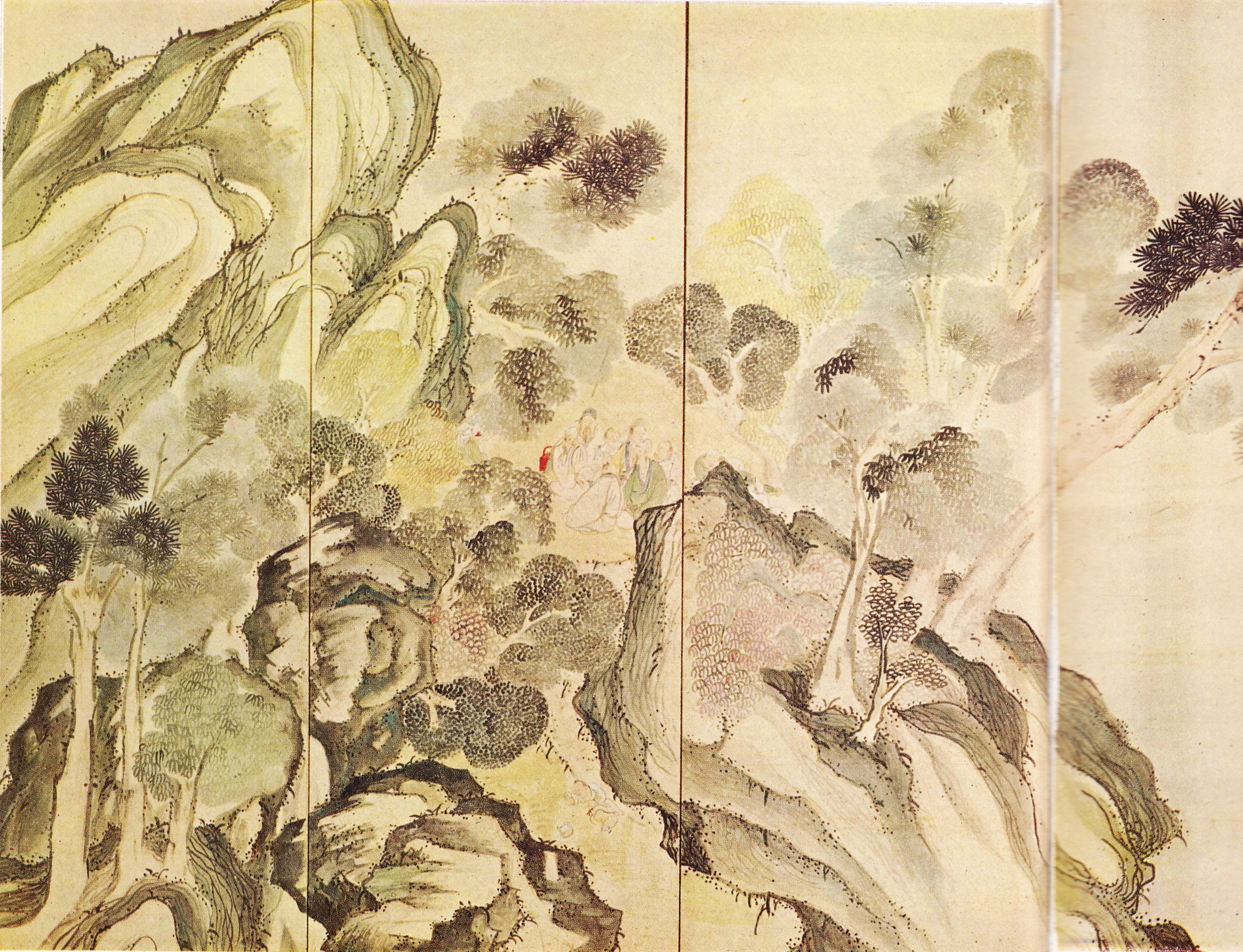
Banquet, Lunshan
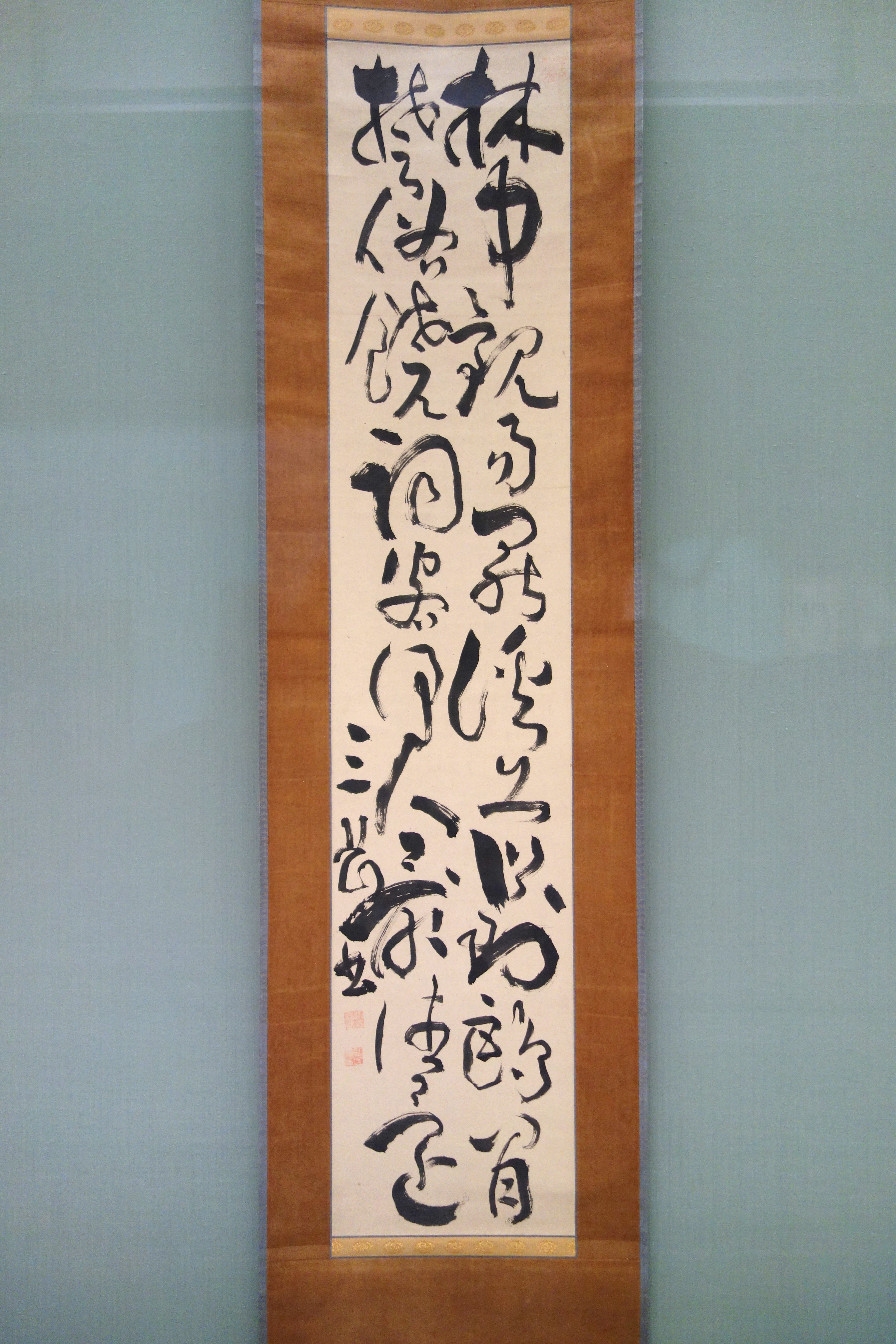
Calligraphie 18e siècle (Tokyo National Museum)
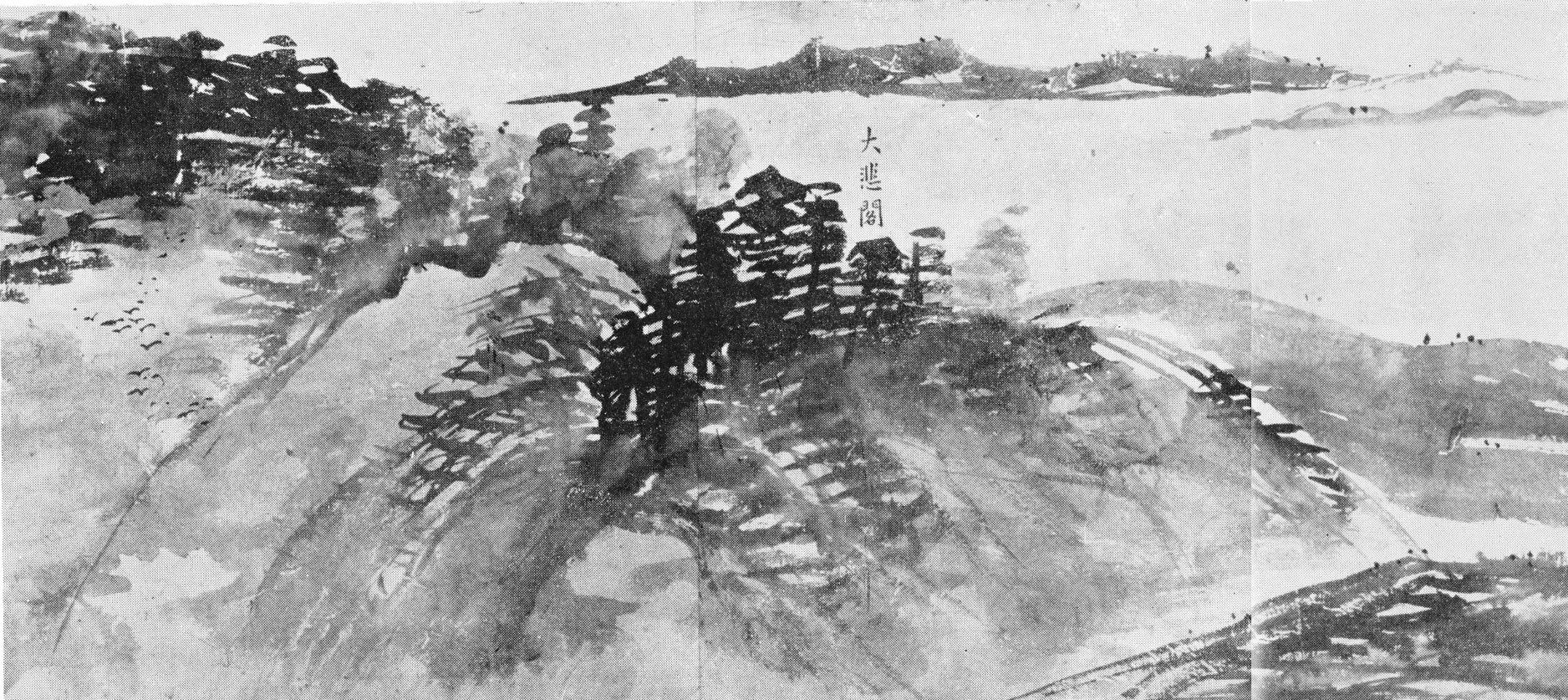
Le Pavillon Daihi
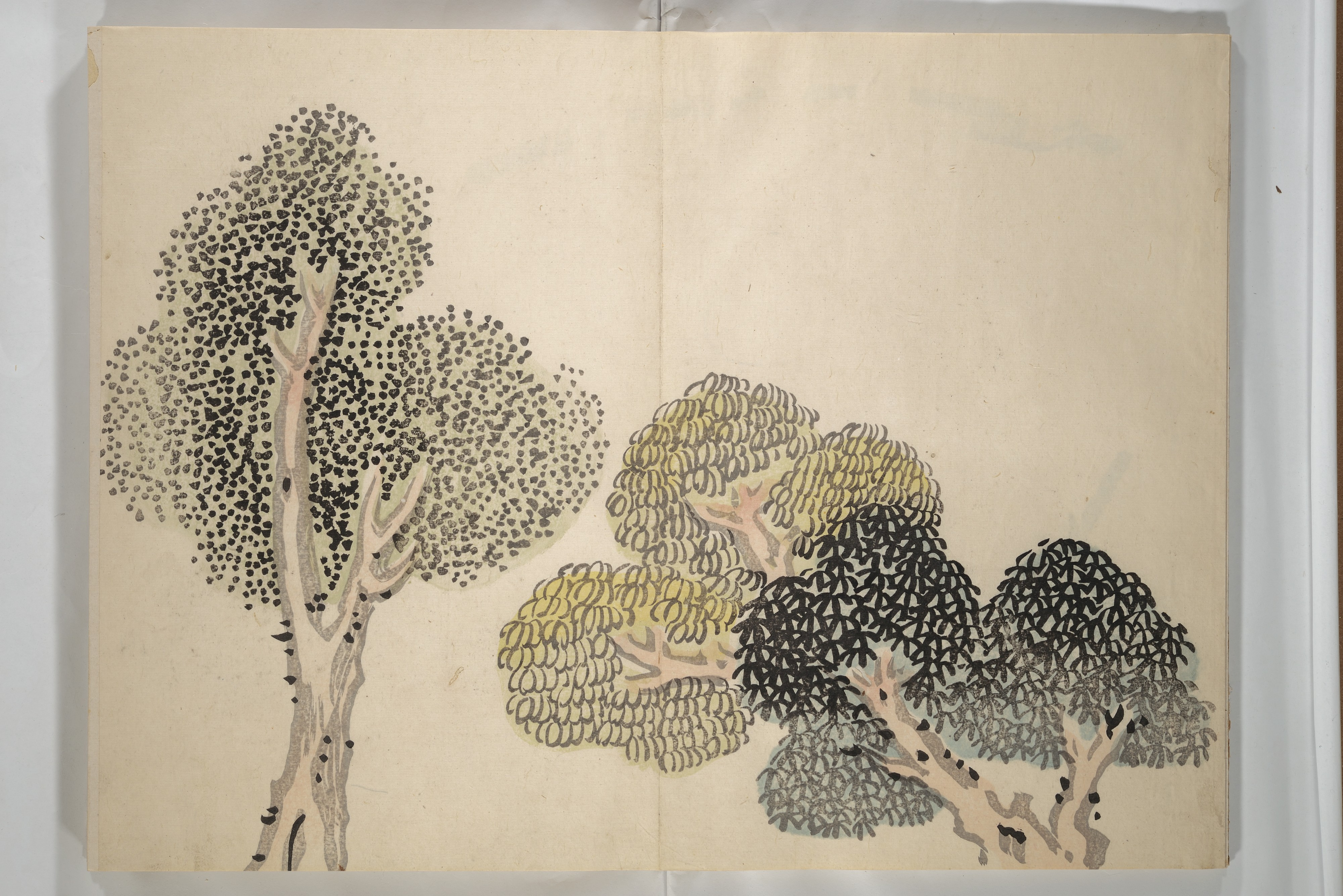
大雅堂画譜, 1804 (Metropolitan Museum of Art)
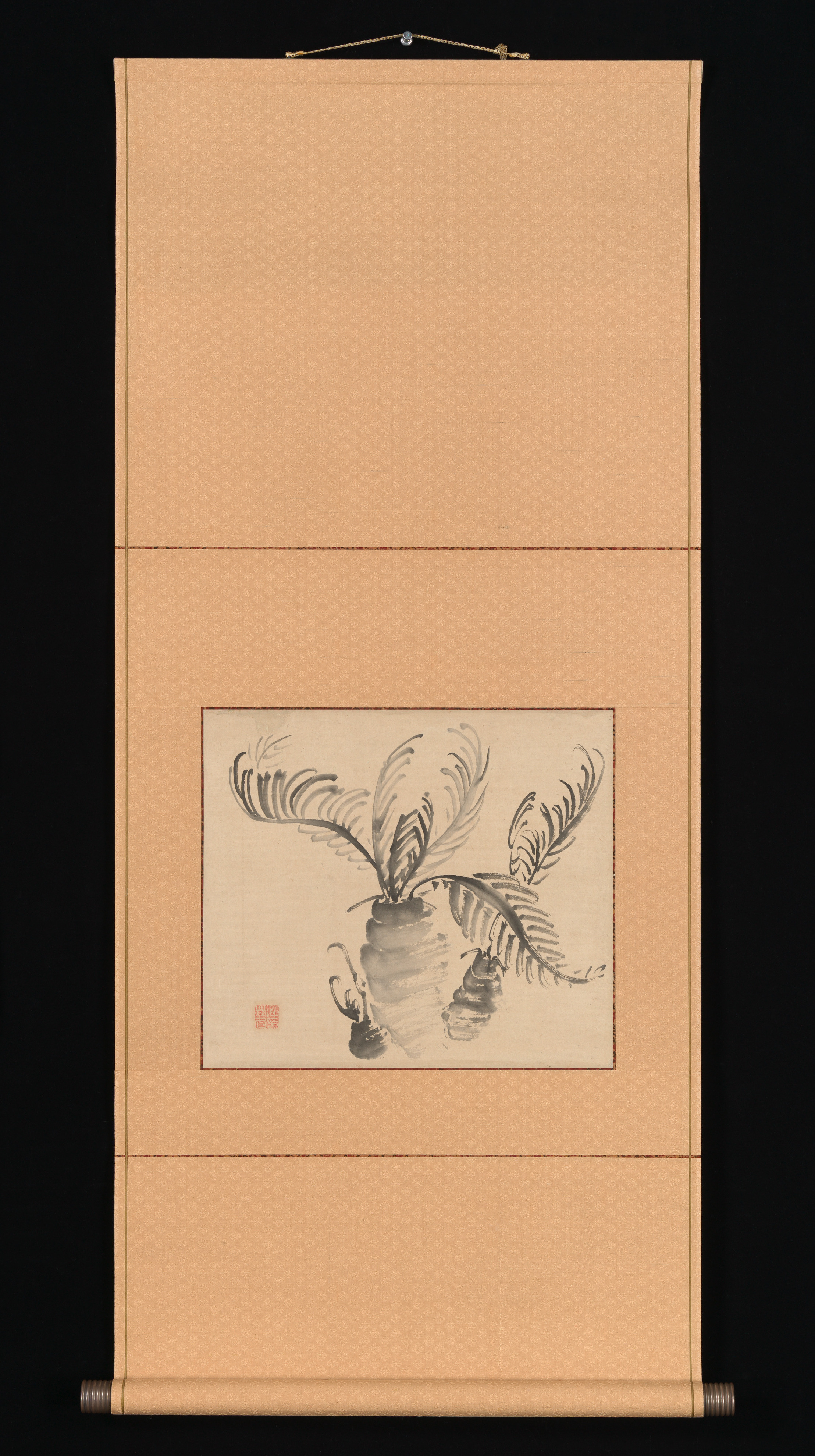
蘇鉄図, XVIIIe siècle (Metropolitan Museum of Art)
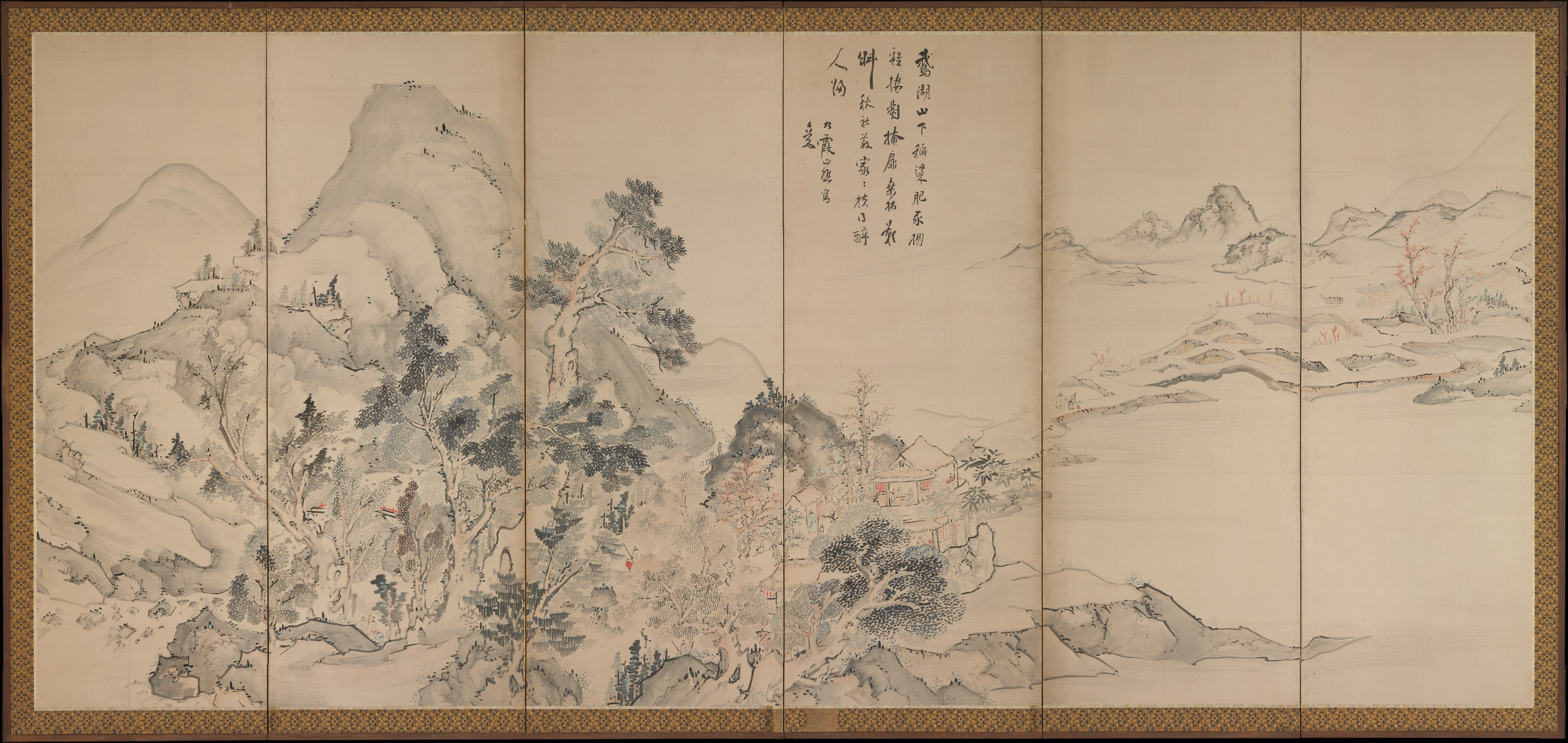
Orchid Pavilion Gathering, 1763 (Metropolitan Museum of Art)
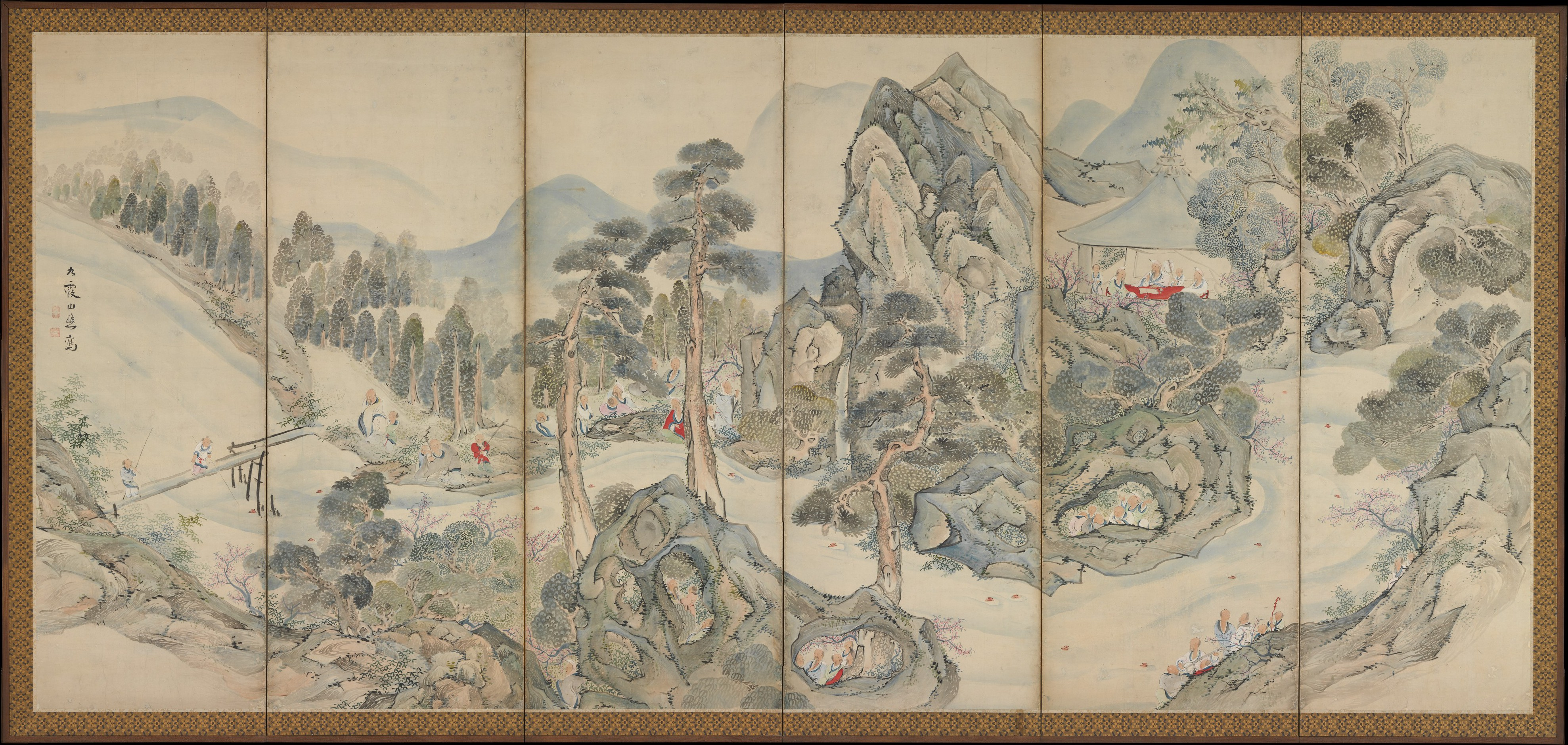
Autumn Landscape, 1763 (Metropolitan Museum of Art)